# Stora Svarttjärnen, Lappland
Stora Svarttjärnen är en sjö i Lycksele kommun i Lappland och ingår i Umeälvens huvudavrinningsområde. Sjön har en area på 0,31 kvadratkilometer och ligger 271 meter över havet.

## Delavrinningsområde
Stora Svarttjärnen ingår i det delavrinningsområde (720089-163911) som SMHI kallar för Mynnar i Vindelälvens vattendragsyta. Medelhöjden är 296 meter över havet och ytan är 34,43 kvadratkilometer. Räknas de 21 avrinningsområdena uppströms in blir den ackumulerade arean 353,18 kvadratkilometer. Vormbäcken som avvattnar avrinningsområdet har biflödesordning 3, vilket innebär att vattnet flödar genom totalt 3 vattendrag innan det når havet efter 196 kilometer. Avrinningsområdet består mestadels av skog (79 procent) och sankmarker (14 procent). Avrinningsområdet har 0,61 kvadratkilometer vattenytor vilket ger det en sjöprocent på 1,8 procent.